# Despeñaperros

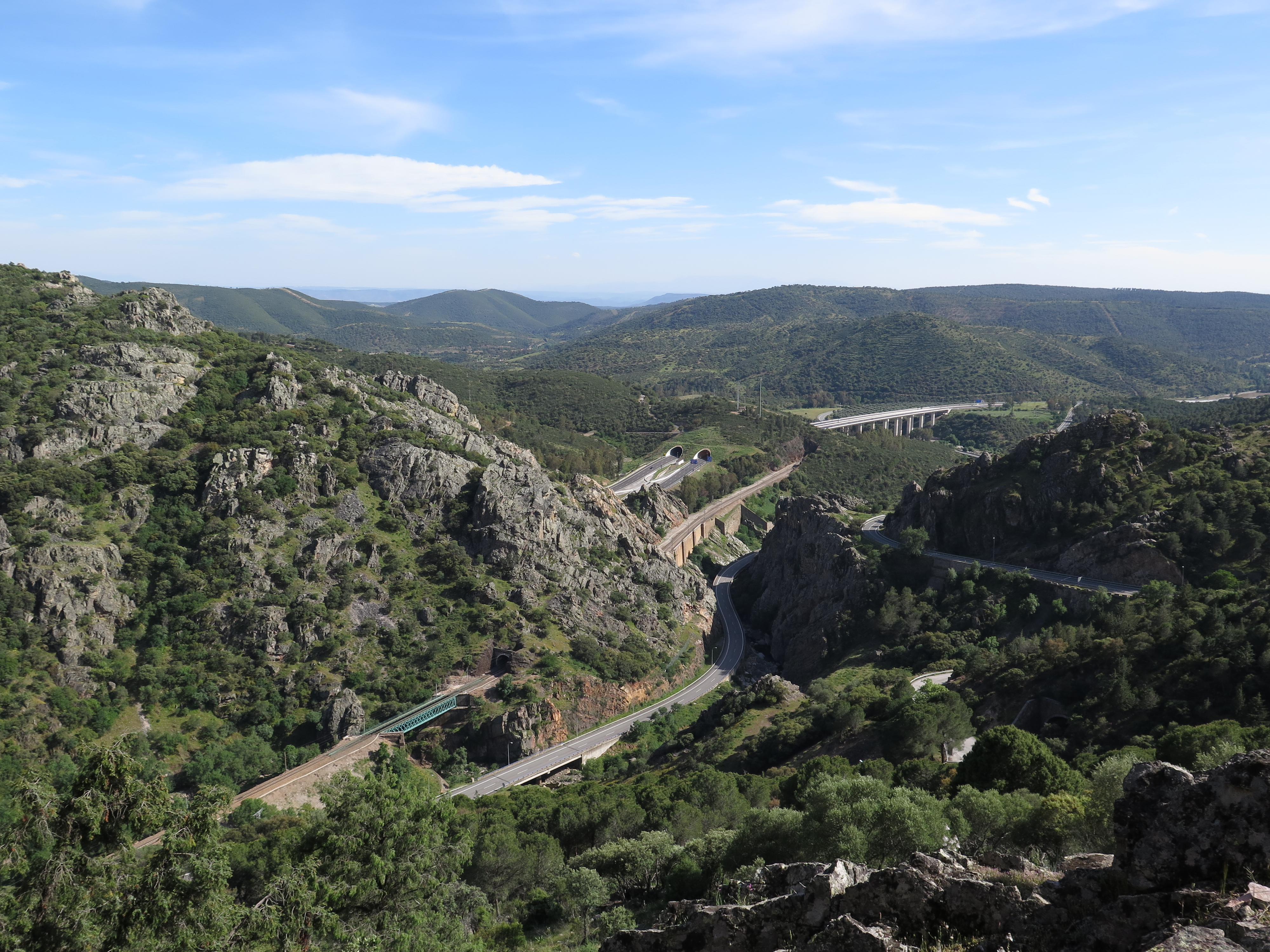
Pohled na soutěsku s procházející dálnicí

Despeñaperros je přírodní park ve Španělsku o rozloze 76,49 kilometrů čtverečních, tvořený kaňonem stejnojmenné řeky v pohoří Sierra Morena (Provincie Jaén). Tvoří přirozenou hranici Kastilie – La Manchy a Andalusie. Prochází tudy dálnice A-4 z Madridu do Cádizu. Kvarcitové skály dosahují výšky až 500 metrů a vytvářejí pozoruhodné útvary jako jsou Los Órganos (varhany). Podél řeky se nachází lužní les, ve vyšších polohách roste planika, dub cesmínovitý, borovice černá, vřesovec a myrta. Žije zde prase divoké, jelen lesní, rys iberský, orel iberský a sup bělohlavý. V oblasti se nachází množství neolitických skalních maleb. Vzhledem ke strategickému významu se o průsmyk často bojovalo, nejznámější je bitva na Las Navas de Tolosa roku 1212.
Nejbližší osadou na severu je Venta de Cárdenas, kde se nachází i zájezdní hostinec Casa Pepe. Nejblíže na jih se pak nachází obec Santa Elena.

## Název
Lidové vysvětlení původu názvu „Despeñaperros“ má základ ve spojení despeñar perros, což může znamenat „shazovat ze skály psy“ nebo „psy padající ze skály“. To může být vztaženo na skutečné zdivočelé psy, nebo i na Maury (přeneseně „nevěřící psi“), kteří měli být ze skal shazováni po bitvě na Las Navas de Tolosa. Podle jiné teorie mohli být „psi“ francouzští napoleonští vojáci, kteří v okolí bojovali v roce 1808. Všechny tyto výklady jsou však lidovou etymologií.
Skutečné vysvětlení však vychází ze zkomolení sousloví „Bezpaña Perros“. První slovo, Bezpaña, je zkomolenou variantou slova „Hespaña“ (España), tedy Španělsko. Druhé slovo, perros, vychází opět ze zkomoleného slova „besparras“ a „Hesperia“. Hesperia v řecké a římské mytologii označovala mytickou zemi na okraji, odtud byl název vztažen na okrajové oblasti vůbec. Slovo perros tedy můžeme vyložit jako „nejzazší konec“. Dohromady tedy název Bezpaña Perros znamenal „konec Španělska“. V době reconquisty byla za Španělsko považována především rovinatá oblast Mesety, která právě u soutěsky Despeñaperros končí a začíná zde oblast hornatá – Andalusie, tehdejší území ovládané Maury.